# Rajuk

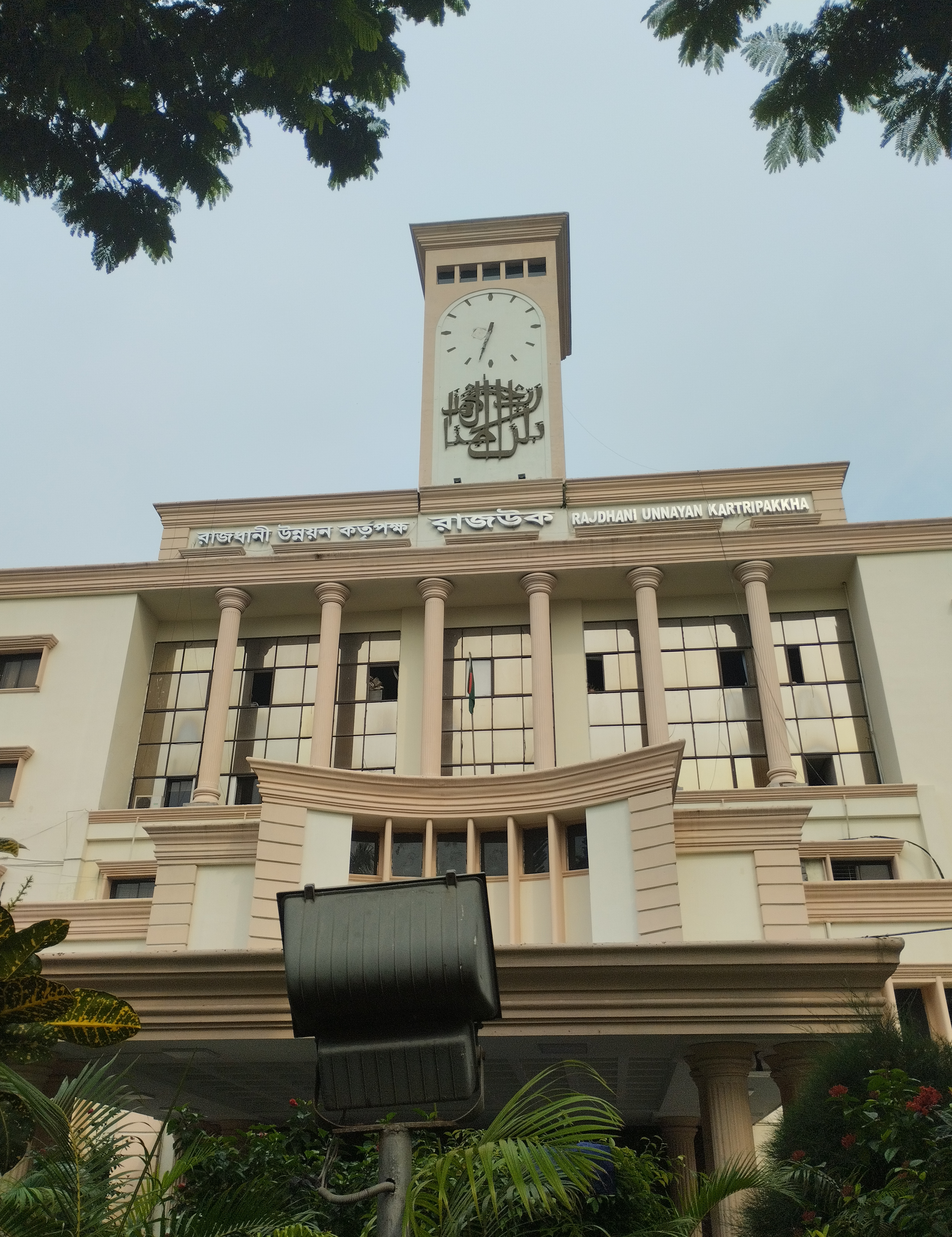
La tour Rajuk

Rajdhani Unnayan Kartripakkha ou RAJUK est une institution gouvernementale chargée de la coordination du développement urbain de Dhaka. Elle a été créée le 30 avril 1987 en remplacement de Dhaka Improvement Trust (DIT).